# Primera División 1995 (Cile)
L'edizione 1995 della Primera División è stata l'64ª edizione del massimo torneo calcistico cileno. Il campionato fu vinto dal Universidad de Chile per la 9ª volta nella sua storia.

## Formula
La Federazione cilena scelse di semplificare la formula del campionato rispetto all'anno precedente e optò per un girone unico all'italiana. La Liguilla Pre-Libertadores è una fase di play-off che serve a determinare la 2ª squadra cilena classificata alla Copa Libertadores.

## Classifica
| Pos. | Squadra              | G  | V  | N  | S  | GF | GS | DR  | P  |
| ---- | -------------------- | -- | -- | -- | -- | -- | -- | --- | -- |
| 1    | Universidad de Chile | 30 | 18 | 8  | 4  | 64 | 30 | 34  | 62 |
| 2    | Universidad Católica | 30 | 17 | 9  | 4  | 50 | 22 | 28  | 60 |
| 3    | Colo-Colo            | 30 | 15 | 7  | 8  | 61 | 35 | 26  | 52 |
| 4    | Deportes Temuco      | 30 | 12 | 9  | 9  | 49 | 34 | 15  | 45 |
| 5    | Cobreloa             | 30 | 11 | 11 | 8  | 49 | 40 | 9   | 44 |
| 6    | O'Higgins            | 30 | 10 | 12 | 8  | 52 | 41 | 11  | 42 |
| 7    | Coquimbo Unido       | 30 | 11 | 9  | 10 | 47 | 40 | 7   | 42 |
| 8    | Deportes Antofagasta | 30 | 12 | 6  | 12 | 44 | 49 | -5  | 42 |
| 9    | Unión Española       | 30 | 11 | 7  | 12 | 45 | 47 | -2  | 40 |
| 10   | Palestino            | 30 | 11 | 5  | 14 | 45 | 49 | -4  | 38 |
| 11   | Provincial Osorno    | 30 | 9  | 11 | 10 | 34 | 49 | -15 | 38 |
| 12   | Deportes Concepción  | 30 | 8  | 10 | 12 | 38 | 44 | -6  | 34 |
| 13   | Regional Atacama     | 30 | 7  | 9  | 14 | 35 | 65 | -30 | 30 |
| 14   | Huachipato           | 30 | 6  | 11 | 13 | 40 | 55 | -15 | 29 |
| 15   | Deportes La Serena   | 30 | 7  | 8  | 15 | 35 | 60 | -25 | 29 |
| 16   | Everton              | 30 | 7  | 4  | 19 | 30 | 58 | -28 | 25 |

|  | Campione. Qualificata alla Coppa Libertadores 1996 |
|  | Qualificata per la Liguilla Pre-Libertadores       |
|  | Qualificata per la Liguilla de Promoción           |
|  | Retrocessa in Primera B                            |

## Liguilla Pre-Libertadores
| Pos | Equipo               | PJ | PG | PE | PP | GF | GC | Dif | Pts |
| --- | -------------------- | -- | -- | -- | -- | -- | -- | --- | --- |
| 1   | Universidad Católica | 3  | 3  | 0  | 0  | 5  | 2  | 3   | 9   |
| 2   | Colo-Colo            | 3  | 1  | 1  | 1  | 4  | 2  | 2   | 4   |
| 3   | Deportes Temuco      | 3  | 1  | 1  | 1  | 3  | 3  | 0   | 4   |
| 4   | Cobreloa             | 3  | 0  | 0  | 3  | 3  | 8  | -5  | 0   |

|  | Qualificata alla Coppa Libertadores 1996 |

## Liguilla de Promoción

### Andata
| El Salvador 9 dicembre 1995 | Cobresal | 1 – 0 | Huachipato |  |

| San Felipe 9 dicembre 1995 | Unión San Felipe | 2 – 2 | Regional Atacama |  |

### Ritorno
| Talcahuano 16 dicembre 1995 | Huachipato | 3 – 1 | Cobresal |  |

| Copiapó 16 dicembre 1995 | Regional Atacama | 1 – 1 | Unión San Felipe |  |

## Verdetti
- Universidad de Chile campione del Cile
- Universidad de Chile e Universidad Católica qualificate alla Coppa Libertadores 1996.
- Deportes La Serena e Everton retrocesse in Primera B.

## Classifica marcatori
| Gol |  |  | Giocatore              | Squadra              |
| --- |  |  | ---------------------- | -------------------- |
| 18  |  |  | Gabriel Caballero      | Dep. Antofagasta     |
| 18  |  |  | Aníbal González        | Palestino            |
| 17  |  |  | Marcelo Salas          | Universidad de Chile |
| 13  |  |  | Hugo Brizuela          | O'Higgins            |
| 12  |  |  | Carlos Gustavo De Luca | Deportes Temuco      |
| 11  |  |  | Daniel Fascioli        | Dep. Antofagasta     |
| 11  |  |  | Alejandro Glaría       | Cobreloa             |
| 11  |  |  | Marcelo Espina         | Colo-Colo            |
| 11  |  |  | Marcelo Caro           | Unión Española       |
| 11  |  |  | Malcom Moyano          | Huachipato           |
| 11  |  |  | Eugenio Julio          | Dep. La Serena       |
| 11  |  |  | Pablo Galdames         | Unión Española       |
| 10  |  |  | Marcelo Corrales       | Deportes Temuco      |
| 10  |  |  | Alberto Acosta         | Universidad Católica |
| 10  |  |  | Patricio Mardones      | Universidad de Chile |
| 9   |  |  | Jorge Contreras        | Dep. Concepción      |
| 9   |  |  | Jorge Díaz             | O'Higgins            |